# Naoki Matsuyo
Naoki Matsuyo (japanisch 松代 直樹 Matsuyo Naoki; * 9. April 1974 in der Präfektur Nara) ist ein ehemaliger japanischer Fußballspieler.

## Karriere
Matsuyo erlernte das Fußballspielen in der Schulmannschaft der Kanmaki High School und der Universitätsmannschaft der Tenri-Universität. Seinen ersten Vertrag unterschrieb er 1997 bei den Gamba Osaka. Der Verein spielte in der höchsten Liga des Landes, der J1 League. Mit dem Verein wurde er 2005 japanischer Meister. Er trug 2008 zum Gewinn der AFC Champions League bei. Für den Verein absolvierte er 131 Erstligaspiele. Ende 2009 beendete er seine Karriere als Fußballspieler.

## Erfolge
Gamba Osaka
- AFC Champions League

Sieger: 2008
- J1 League

Meister: 2005
- J.League Cup

Sieger: 2007
Finalist: 2005
- Kaiserpokal

Sieger: 2008, 2009
Finalist: 2006